# Otto Laubacher

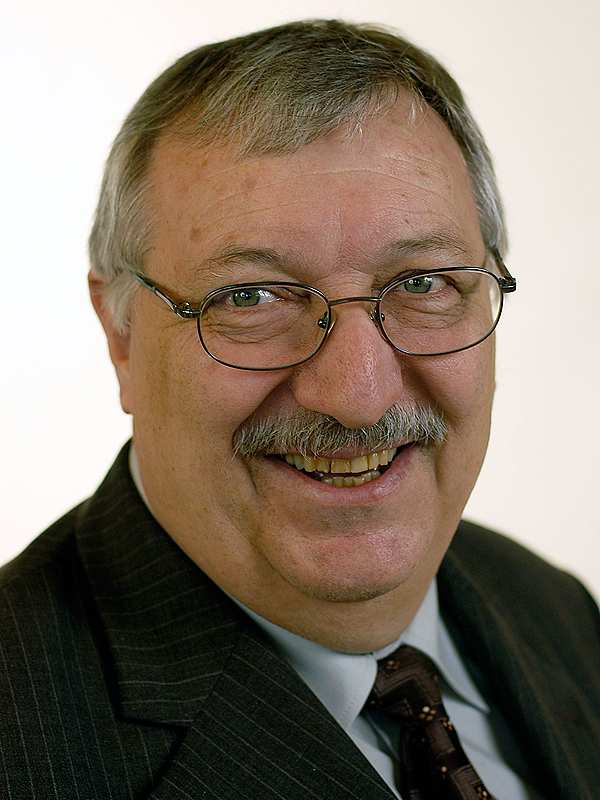
Otto Laubacher

Otto Laubacher (* 31. Dezember 1943 in Schwyz) ist ein Schweizer Politiker und Mitglied der Schweizerischen Volkspartei (SVP). Er ist diplomierter Elektroingenieur HTL, Unternehmer, verheiratet, und hat zwei erwachsene Kinder.

## Politische Karriere
Otto Laubacher war von 1995 bis 1999 Mitglied des Grossen Rats des Kantons Luzern. Bei den Wahlen 1999 wurde er in den Nationalrat gewählt, wo er anfänglich in der Geschäftsprüfungskommission GPK und später in der Kommission für Verkehr und Fernmeldewesen KVF Einsitz nahm. Daneben wirkte er in verschiedenen Spezialkommissionen mit und wurde ab dem 1. Dezember 2003 in die NEAT-Aufsichtsdelegation NAD berufen, der er seit Mitte Dezember 2005 für ein Amtsjahr als Präsident vorstand. In dieser Funktion profilierte er sich unter anderem mit der Forderung nach einer Eindämmung der Baukosten beim Ceneri-Basistunnel. Bei den Wahlen 2007 kandidierte er nicht mehr.